# Brühl, Baden-Württemberg
Brühl är en kommun och ort i Rhein-Neckar-Kreis i regionen Rhein-Neckar i Regierungsbezirk Karlsruhe i förbundslandet Baden-Württemberg i Tyskland.